# Trigonostigma somphongsi
Trigonostigma somphongsi (Meinken, 1958) è un pesce osseo d'acqua dolce appartenente alla famiglia Cyprinidae.

## Distribuzione e habitat
Questa specie è endemica del bacino idrografico del fiume Mae Khlong. Vive nelle paludi e nelle risaie in pianura.

## Descrizione
T. somphonsi ha corpo sottile e allungato, poco compresso ai fianchi. Le pinne sono corte e trasparenti, la coda bilobata. La livrea presenta un colore di fondo rosso-arancio semitrasparente, con una linea nera che parte a metà del corpo per giungere al peduncolo caudale. Non ha barbigli. Raggiunge una lunghezza massima di 10,5 cm.

### Riproduzione
Le uova sono deposte sotto le foglie delle piante acquatiche.

## Acquariofilia
In passato pescato per l'esportazione acquariofila, da 25 anni questa specie non è più soggetta ad esportazione: eventuali esemplari esportati sono da considerarsi un errore durante la cattura di altre specie congeneri.

## Conservazione
La IUCN considera minacciata questa specie avendo registrato un declino del 90% dell'intera popolazione, ma negli ultimi anni è stata scoperta una numerosa colonia in alcune risaie collegate al fiume Bangpakong, nel centro del Paese: questa notizia lascia intendere che la sopravvivenza della specie è meno in pericolo di quanto si pensasse ed inoltre arricchisce la conoscenza di T. somphongsi in quanto si è scoperto che effettua una migrazione stagionale nella pianura allagata durante la stagione delle piogge per riprodursi, tornando poi nei corsi d'acqua all'avvicinarsi della stagione secca.